# Jens Erik Albert Magius
Jens Erik Albert (von) Magius (28. maj 1816 – 11. juni 1884 i Ems) var en dansk officer og politiker.
Han var en søn af Christian Wilhelm Magius, blev kadet 1827, tog officerseksamen 1836 og ansattes som sekondløjtnant ved Slesvigske Jægerkorps. I 1838 blev han forsat til Jyske Jægerkorps (senere 3. Jægerkorps, 19. og 25. bataljon), hvorved han blev stående i over 42 år og altså både blev premierløjtnant (1842), kaptajn (1849), major (1864), oberstløjtnant (1866) og oberst (1867). Ved Treårskrigens udbrud i 1848 rykkede han i felten som adjudant hos sin fader og fik snart lejlighed til at vise sine fortræffelige militære egenskaber både ved Bov, i slaget ved Slesvig og i kampene ved Nybøl og Dybbøl. Navnlig under slaget ved Fredericia (1849), da han var blevet kompagnichef, udmærkede han sig særdeles, i det han kastede en slesvig-holstensk bataljon ned i slugten nordvest for fæstningen, erobrede den store redoute og tog parken ved Hejse Kro. I 1850 var han med ved Isted og var en tid lang forpostkommandør i Kokkendorf-stillingen. Efter krigen vendte han tilbage til Nyborg, hvor han blev borgerrepræsentant, og hvor kronprins Frederik blev ansat som officer ved hans kompagni. I 1863 ansattes han som chef for 19. regiments 2. bataljon, hvormed han deltog i krigen 1864.
Skønt Magius aldrig havde taget del i politisk virksomhed, valgtes han i 1866 til landstingsmand for 6. kreds og genvalgtes 1870 og 1878. Som sådan søgte han at udfylde pladsen efter bedste evne og at sætte al personlig interesse til side, men kom ikke til at spille nogen rolle. I 1880 søgte og erholdt han sin afsked fra krigstjenesten efter i 1875 at være blevet Kommandør af Dannebrog af 2. grad.
Han døde 11. juni 1884 i Ems. 9. oktober 1844 var han blevet gift med Oline Christine Aarestrup, datter af justitsråd, toldkasserer Aarestrup i Nyborg.